# Alfajarín
Alfajarín (en aragonès Alfacharín, en castellà Alfajarín) és un municipi de l'Aragó a la província de Saragossa i enquadrat a la Comarca de Saragossa. És un important lloc de pas, ja que —per a qui hi passa— a l'Autovia del Nord-est hi ha una important àrea de servei.

## Agermanaments
- Sendèts
- Idron
- Ossa